# Photographing a Ghost
Photographing a Ghost er en britisk stumfilm fra 1898 af George Albert Smith.